# La dolce vita (film 1960 Stati Uniti d'America)
La dolce vita (Mice Follies) è un film del 1960 diretto da Robert McKimson. È un cortometraggio d'animazione della serie Looney Tunes, uscito negli Stati Uniti il 20 agosto 1960. È il terzo e ultimo di tre cortometraggi parodie della sitcom The Honeymooners, tutti diretti da McKimson; fu preceduto da Due cuori e una dispensa (1956) e Operazione formaggio (1957).

## Trama
Ralph Crumden e Ned Morton stanno tornando a casa dal loro circolo alle due di notte. Ned si ferma per prendere al lazo un gatto attraverso la fessura per la posta di una casa, facendolo sbattere contro la porta. Dopo che i due se ne vanno, il gatto li segue ed entra nella casa in cui vivono mettendo la bocca davanti alla porta dei topi, in modo che Ralph e Ned vi entrino. Ralph accende un fiammifero nell'oscurità, e il gatto sputa fuori i topi che, pensando di essere entrati nel posto sbagliato, si dirigono verso la loro tana. Il gatto entra nell'intercapedine in cui vivono i topi attraverso una grata. Ralph e Ned entrano cautamente in casa, pensando che le loro mogli stiano dormendo profondamente. Ralph saluta "Alice" e afferra la sua nuova pelliccia, strappando un pezzo di pelliccia dal gatto. In risposta, il gatto lo affetta. Ned cerca di parlare con "Trixie", ma il gatto lo massacra. Entrambi i topi quindi affrontano le loro "mogli", ma il gatto li picchia e i due topi vanno a dormire al parco per allontanarsi dalle loro "mogli aggressive". Alice e Trixie tornano dal cinema entrando con cautela, ma il gatto picchia anche loro. Entrambe le donne vanno a dormire al parco per allontanarsi dai loro "mariti aggressivi". Tuttavia, a loro insaputa, i loro mariti stanno dormendo dall'altra parte della stessa panchina.

## Distribuzione

### Edizione italiana
La prima edizione italiana del film fu trasmessa direttamente in televisione negli anni ottanta. Il doppiaggio fu eseguito dalla Effe Elle Due e diretto da Franco Latini su dialoghi di Maria Pinto, i quali presentano alcuni errori di adattamento (facendo credere tra l'altro che nel finale Ralph si accorga della presenza delle mogli) e cambiano i nomi di Ralph e Ned, rispettivamente, in Trippy e Smilzo. Nei primi anni 2000, sempre per la trasmissione televisiva, il corto fu ridoppiato dalla Time Out Cin.ca sotto la direzione di Massimo Giuliani.

### Edizioni home video
Il corto è stato inserito, in SD, nel secondo disco della raccolta DVD e Blu-ray Disc Looney Tunes Mouse Chronicles: The Chuck Jones Collection, uscita in America del Nord il 28 agosto 2012.